# Agustina Ortiz de Rozas

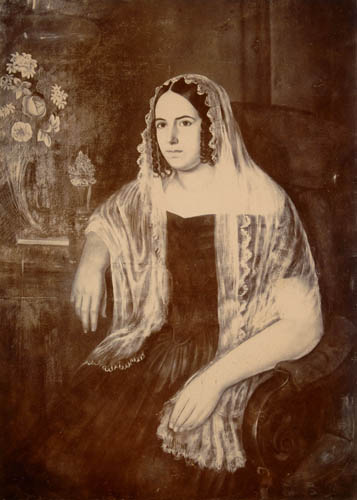
Agustina Ortiz de Rozas

Martina Agustina Dominga del Corazón de Jesús Ortiz de Rozas López de Osornio de Mansilla, född 1816, död 1889, var en argentinsk filantrop. 
Hon var syster till Juan Manuel de Rosas (president 1829-1832 och 1835-1852), och gifte sig 1831 med militärguvernören Lucio Norberto Mansilla. Hon var en ledande personlighet i det samtida Argentinas sociala elit och åtnjöt stort anseende i politikerkretsar. Agustina Ortiz de Rozas var ordförande för Sociedad de Beneficencia, det välgörenhetssällskap som vid Argentinas självständighet hade fått regeringens uppdrag att överta allt socialt arbete från kyrkan. Som sådan räknades hon därför som politiker. 